# Mare de Tara
Die Mare de Tara ist ein See in der Landgemeinde Kokorou in Niger.

## Geographie
Die semipermanente Mare de Tara erstreckt sich über eine Fläche von 500 Hektar. Semipermanente Gewässer werden nur durch Niederschläge gespeist und trocknen in der Regel am Ende der von Dezember bis Juni dauernden Trockenzeit aus. Die Mare de Tara ist Teil der Übergangszone zwischen Sahel und Sudan. Die durchschnittliche jährliche Niederschlagsmenge beträgt hier zwischen 400 und 500 mm.
Am nördlichen Ufer des Sees liegt das namensgebende Dorf Tara in der Landgemeinde Kokorou, die zum Departement Téra in der Region Tillabéri gehört.

## Wirtschaftliche Bedeutung
An der Mare de Tara wird Fischerei betrieben.